# Anisoplia signata
Anisoplia signata är en skalbaggsart som beskrevs av Franz Faldermann 1835. Anisoplia signata ingår i släktet Anisoplia och familjen Rutelidae. Inga underarter finns listade i Catalogue of Life.